# Tachykininrezeptor
Tachykininrezeptoren, auch Neurokinin-Rezeptoren oder kurz NK-Rezeptoren genannt, sind Proteine an der Oberflächenmembran von Zellen in Gewebetieren, welche durch körpereigene Botenstoffe aus der Gruppe der Tachykinine aktiviert werden. Die drei bekannten menschlichen Tachykinin-Rezeptoren, NK1, NK2 und NK3, besitzen eine Selektivität für die Tachykinine Substanz P, Neurokinin A bzw. Neurokinin B und finden sich auch in anderen Säugetieren. Alle bekannten Tachykininrezeptoren gehören zur Gruppe der G-Protein-gekoppelten Rezeptoren und aktivieren eine Signalweiterleitungskaskade unter Beteiligung heterotrimerer G-Proteine vom Typ Gq/11. Die Aktivierung von Tachykininrezeptoren spielt unter anderem bei der Schmerzwahrnehmung eine wichtige Rolle. Mit Aprepitant wird ein Tachykininrezeptoren hemmender Arzneistoffe als Antiemetikum eingesetzt.
|                    | NK1 | NK2                  | NK3                              |
| ------------------ | --- | -------------------- | -------------------------------- |
| Genetik            | |                      |                                  |
| Gen-Name           | TACR1 | TACR2                | TACR3                            |
| Genlocus           | 2p13.1-p12 | 10q11-q21            | 4q24                             |
| Protein            | |                      |                                  |
| UniProt-Bez.       | P25103 | P21452               | P29371                           |
| Struktur           | 7TM | 7TM                  | 7TM                              |
| Länge              | 407 Aminosäuren | 398 Aminosäuren      | 465 Aminosäuren                  |
| Physiologie        | |                      |                                  |
| Funktion           | Schmerzwahrnehmung Entzündung | Miktionsreflex       |                                  |
| Signaltransduktion | Gq/11 | Gq/11                | Gq/11                            |
| Pharmakologie      | |                      |                                  |
| Agonisten          | Substanz P Septid | Neurokinin A         | Neurokinin B Senkrid             |
| Antagonisten       | Aprepitant Befetupitant Casopitant Dapitant Ezlopitant Figopitant Fosaprepitant Lanepitant Tradipitant Maropitant Netupitant Orvepitant Rolapitant Serlopitant Vestipitant Vofopitant | Ibodutant Saredutant | Osanetant Talnetant Fezolinetant |